# Pelodiscus sinensis
La tortuga de petxina tova xinesa (Pelodiscus sinensis) és una espècie de tortuga de la família Trionychidae. Com en totes les tortugues de closca tova, l'espatller i el plastró estan coberts per una pell correosa en lloc de plaques, encara que l'esquelet de sota encara brinda certa protecció. La part posterior de l'espatller acaba en una cuirassa tova i arrodonida, i el plastró està molt atrofiat. El coll i el cap són llargs, i el musell llarg i fi li permet respirar mentre està en el fons de llacs o rius.

## Distribució
En Xina, Taiwan, Corea, Manxúria, nord del Vietnam, Japó. I, després de la seva introducció a nous ambients, pot trobar-se a Singapur, Tailàndia, Batanes, Califòrnia.